# Funkentelechy Vs. the Placebo Syndrome
Albums de Parliament
The Clones of Dr. Funkenstein
(1976) Motor-Booty Affair
(1978)
Funkentelechy Vs. the Placebo Syndrome est le cinquième album de Parliament sorti chez Casablanca Records en 1977.

## Liste des morceaux
1. Bop Gun (Endangered Species) (George Clinton/Garry Shider/Bernie Worrell) – 8:31
2. Sir Nose d'Voidoffunk [Pay Attention - B3M] (G. Clinton/Bootsy Collins/B. Worrell) – 10:04
3. Wizard of Finance (G. Clinton/R. Ford/Glen Goins) – 4:23
4. Funkentelechy (G. Clinton/W. Collins) – 10:56
5. Placebo Syndrome (G. Clinton/Billy Nelson) – 4:20
6. Flash Light (G. Clinton/W. Collins/B. Worrell) – 5:46

## Musiciens
Chant et chœurs : George Clinton, Ray Davis, Glen Goins, Gary Shider, Debbie Wright, Jeanette Washington, Lynn Mabry, Dawn Silva et Cordell Mosson
Cuivres : Fred Wesley, Maceo Parker, Rick Gardner, Richard Griffith, Clay Lawrey, Darryl Dixon, Valerie Drayton et Danny Cortez
Guitares : Garry Shider, Michael Hampton et Glen Goins
Basse : Cordell Mosson
Batterie et Percussion : Jerome Brailey
Claviers : Bernie Worrell